# Київська пектораль (2007)
15-та церемонія вручення нагород театральної премії «Київська пектораль»

27 березня 2007 року
< 14-та Церемонії вручення 16-та >
15-та церемонія нагородження премії «Київська пектораль» за заслуги в галузі театрального мистецтва за 2006 рік відбулась 27 березня 2007 року в приміщенні Національно драматичного театру імені Івана Франка.

## Переможці та номінанти
★Переможців виділено окремим кольором.

### Основні категорії
| Категорії                                       | Лауреати та номінанти | Лауреати та номінанти | Лауреати та номінанти |
| ----------------------------------------------- | --- | --- | --- |
| Найкраща драматична вистава                     | ★ «Кармен TV» (режисер Раду Поклітару, Театр «Київ модерн-балет»)                                                                             | ★ «Кармен TV» (режисер Раду Поклітару, Театр «Київ модерн-балет»)                                                                                     | ★ «Кармен TV» (режисер Раду Поклітару, Театр «Київ модерн-балет»)                                                                                     |
| Найкраща драматична вистава                     | • «Голубчики мої!..» (реж. Юрій Погребничко, Київський академічний театр драми і комедії на лівому березі Дніпра)                             | | |
| Найкраща драматична вистава                     | • «Черга» (реж. Дмитро Богомазов, Київський академічний театр драми і комедії на лівому березі Дніпра)                                        | | |
| Найкраща режисерська робота                     | | ★ Дмитро Богомазов — «Черга». Київський академічний театр драми і комедії на лівому березі Дніпра                                                     | ★ Дмитро Богомазов — «Черга». Київський академічний театр драми і комедії на лівому березі Дніпра                                                     |
| Найкраща режисерська робота                     | • Юрій Погребничко — «Голубчики мої!..». Київський академічний театр драми і комедії на лівому березі Дніпра                                  | | |
| Найкраща режисерська робота                     | • Станіслав Мойсеєв — «Московіада». Київський національний академічний Молодий театр                                                          | | |
| Найкраща вистава камерної сцени                 | ★ «Голодний гріх» (режисер Олександр Білозуб, Національний центр театрального мистецтва ім. Л. Курбаса)                                       | ★ «Голодний гріх» (режисер Олександр Білозуб, Національний центр театрального мистецтва ім. Л. Курбаса)                                               | ★ «Голодний гріх» (режисер Олександр Білозуб, Національний центр театрального мистецтва ім. Л. Курбаса)                                               |
| Найкраща вистава камерної сцени                 | • «Український Декамерон» (реж. Влад Троїцький, Театральна майстерня «Дах»)                                                                   | | |
| Найкраща вистава камерної сцени                 | • «Трохи вина – 2» (реж. Дмитро Богомазов, Театр «Вільна сцена»)                                                                              | | |
| Найкраща сценографія                            | ★ Володимир Карашевський — «Голодний гріх». Національний центр театрального мистецтва ім. Л. Курбаса                                          | ★ Володимир Карашевський — «Голодний гріх». Національний центр театрального мистецтва ім. Л. Курбаса                                                  | ★ Володимир Карашевський — «Голодний гріх». Національний центр театрального мистецтва ім. Л. Курбаса                                                  |
| Найкраща сценографія                            | • Андрій Александрович-Дочевський — «Московіада». Київський національний академічний Молодий театр                                            | | |
| Найкраща сценографія                            | • Влодко Кауфман, Наталія Шимін — «...Посеред раю на майдані...». Київський національний академічний Молодий театр                            | | |
| Найкраще виконання чоловічої ролі               | | ★ Віталій Лінецький — за роль Войницького у виставі «26 кімнат», Київський академічний театр драми і комедії на лівому березі Дніпра                  | ★ Віталій Лінецький — за роль Войницького у виставі «26 кімнат», Київський академічний театр драми і комедії на лівому березі Дніпра                  |
| Найкраще виконання чоловічої ролі               | • Олександр Форманчук — за роль Гриця Летючого у виставі «Голодний гріх», Національний центр театрального мистецтва ім. Л. Курбаса            | | |
| Найкраще виконання чоловічої ролі               | • Роман Семисал — за роль Василя Стуса у виставі «Іду за край...», Національний академічний театр російської драми імені Лесі Українки        | | |
| Найкраще виконання жіночої ролі                 | | ★ Леся Самаєва — за роль медсестри Марії у виставі «Черга», Київський академічний театр драми і комедії на лівому березі Дніпра                       | ★ Леся Самаєва — за роль медсестри Марії у виставі «Черга», Київський академічний театр драми і комедії на лівому березі Дніпра                       |
| Найкраще виконання жіночої ролі                 | • Ольга Кондакова — за роль Кармен у виставі «Кармен TV», Театр «Київ модерн-балет»                                                           | | |
| Найкраще виконання жіночої ролі                 | • Людмила Смородіна — за роль Марії та Єлизавети у виставі «Віват, королево!», Національний академічний драматичний театр імені Івана Франка  | | |
| Найкраще виконання чоловічої ролі другого плану | | ★ Олександр Ганноченко — за роль Порфирія Петровича у виставі «Голубчики мої!..», Київський академічний театр драми і комедії на лівому березі Дніпра | ★ Олександр Ганноченко — за роль Порфирія Петровича у виставі «Голубчики мої!..», Київський академічний театр драми і комедії на лівому березі Дніпра |
| Найкраще виконання чоловічої ролі другого плану | • Віталій Лінецький — за роль Свидригайлова у виставі «Голубчики мої!..», Київський академічний театр драми і комедії на лівому березі Дніпра | | |
| Найкраще виконання чоловічої ролі другого плану | • Лев Сомов — за роль Артиста у виставі «Черга», Київський академічний театр драми і комедії на лівому березі Дніпра                          | | |
| Найкраще виконання жіночої ролі другого плану   | | ★ Алла Сергійко — за роль Баронової-Козино у виставі «Передчуття Мини Мазала», Київський академічний драматичний театр на Подолі                      | ★ Алла Сергійко — за роль Баронової-Козино у виставі «Передчуття Мини Мазала», Київський академічний драматичний театр на Подолі                      |
| Найкраще виконання жіночої ролі другого плану   | • Тетяна Круліковська — за роль Соні у виставі «26 кімнат», Київський академічний театр драми і комедії на лівому березі Дніпра               | | |
| Найкраще виконання жіночої ролі другого плану   | • Микола Міхєєв — за роль Марцеліни у виставі «Весілля Фігаро», Національний академічний театр опери та балету України імені Тараса Шевченка  | | |
| Найкраща вистава для дітей                      | ★ «Білосніжка та семеро гномів» (хореограф Віктор Литвинов, Київський муніципальний академічний театр опери та балету для дітей та юнацтва)   | ★ «Білосніжка та семеро гномів» (хореограф Віктор Литвинов, Київський муніципальний академічний театр опери та балету для дітей та юнацтва)           | ★ «Білосніжка та семеро гномів» (хореограф Віктор Литвинов, Київський муніципальний академічний театр опери та балету для дітей та юнацтва)           |
| Найкраща вистава для дітей                      | • «Кицин дім» (реж. Костянтин Дубінін, Київський академічний театр юного глядача на Липках)                                                   | | |
| Найкраща вистава для дітей                      | • «Історія Кая та Герди» (реж. Лариса Моспан-Шульга, Київський муніципальний академічний театр опери та балету для дітей та юнацтва)          | | |
| Найкраще музичне оформлення вистави             | ★ Олександр Курій — «Голубчики мої!..». Київський академічний театр драми і комедії на лівому березі Дніпра                                   | ★ Олександр Курій — «Голубчики мої!..». Київський академічний театр драми і комедії на лівому березі Дніпра                                           | |
| Найкраще музичне оформлення вистави             | • Іван Небесний — «Передчуття Мини Мазайла». Київський академічний драматичний театр на Подолі                                                | | |
| Найкраще музичне оформлення вистави             | • Юрій Шевченко — «Московіада». Київський національний академічний Молодий театр                                                              | | |
| Найкраще пластичне вирішення вистави            | ★ Раду Поклітару — «Кармен TV». Театр «Київ модерн-балет»                                                                                     | ★ Раду Поклітару — «Кармен TV». Театр «Київ модерн-балет»                                                                                             | |
| Найкраще пластичне вирішення вистави            | • Віктор Литвинов — «Білосніжка та семеро гномів». Київський муніципальний академічний театр опери та балету для дітей та юнацтва             | | |
| Найкраще пластичне вирішення вистави            | • Віктор Яременко — «Весілля Фігаро». Національний академічний театр опери та балету України імені Тараса Шевченка                            | | |

### Номінації від Організаційного комітету
- Премію за вагомий внесок у розвиток театрального мистецтва вручили Миколі Рушковському та Віктору Шулакову.